# Tschingis Turpal-Elijewitsch Magomadow
Tschingis Turpal-Elijewitsch Magomadow (russisch Чингиз Турпал-Элиевич Магомадов; * 1. August 1998 in Kurtschaloi) ist ein russischer Fußballspieler.

## Karriere
Magomadow begann seine Karriere bei Terek Grosny. Im Mai 2016 debütierte er für die Reserve von Terek in der Perwenstwo PFL. Bis zum Ende der Saison 2015/16 kam er zu zwei Drittligaeinsätzen für Terek-2, das allerdings nach Saisonende den Spielbetrieb einstellte. Im September 2016 stand er erstmals im Kader der Profis der Tschetschenen, für die er allerdings nie zum Einsatz kommen sollte. Zur Saison 2017/18 wechselte er leihweise zum Drittligisten Spartak Naltschik. Für Spartak kam er bis zur Winterpause zu 16 Drittligaeinsätzen. Im Januar 2018 kehrte er nach Grosny zum inzwischen in Achmat Grosny umbenannten Verein zurück. Dort kam er fortan für die U-19-Mannschaft zum Einsatz.
Im Januar 2019 wechselte er zur Reserve von Ural Jekaterinburg. Im März 2019 stand er erstmals auch im Profikader von Ural, bis Saisonende kam er allerdings ausschließlich für die Reserve zum Einsatz. Für diese kam er zu neun Drittligaeinsätzen. Im Juli 2020 debütierte Magomadow gegen Lokomotive Moskau schließlich in der Premjer-Liga. Dies war in der Saison 2019/20 sein einziger Einsatz für die Profis, für die Reserve kam er bis zum COVID-bedingten Drittligaabbruch zu 15 Einsätzen in der Perwenstwo PFL. In der Saison 2020/21 absolvierte der Defensivspieler zwei Partien in der höchsten Spielklasse, zudem kam er zu sieben Einsätzen für Ural-2.
Zur Saison 2021/22 wurde Magomadow an den Zweitligisten Kamas Nabereschnyje Tschelny verliehen. Für Kamas kam er bis zur Winterpause zu 19 Einsätzen in der Perwenstwo FNL. Im Januar 2022 kehrte er nach Jekaterinburg zurück. Für Ural kam er bis Saisonende zu sieben Einsätzen in der höchsten Spielklasse. Zur Saison 2022/23 wurde er erneut verliehen, diesmal an den Zweitligisten Wolga Uljanowsk.